# George London (jardinier)
Pour les articles homonymes, voir George London.
George London, né vers 1640 et mort en 1714, est un pépiniériste anglais et concepteur de jardin.

## Biographie
Il aspire au style baroque et est l'un des fondateurs de la pépinière de Brompton Park en 1681. Henry Wise (1653–1738) est son apprenti, et les deux travaillent plus tard comme associés sur des parterre des jardins à Hampton Court, Melbourne Hall, et Château Howard. Ses plans de jardin à Hanbury Hall près de Bromsgrove ont été rétablis à l'aide de plans, d'enquêtes contemporaines et de preuves archéologiques.
Il est enterré avec sa femme Elizabeth. George London était jardinier de Henry Compton au Fulham Palace.